# プロヴァンス伯
プロヴァンス伯（仏: comte de Provence）は、プロヴァンス地方を支配した諸侯。

## 歴史

### 前史
プロヴァンスはメロヴィング朝およびカロリング朝初期はフランク王国の一地域として、メロヴィング朝時代はドゥクスにより、カロリング朝時代は公爵（または辺境伯）により統治されていた。843年のヴェルダン条約によりフランク王国が分割された後、中フランク王ロタール1世はその死に際し、フランクの慣例に従い3人の息子に中フランク王国を分割相続させた。その中で三男のシャルルはプロヴァンスを相続し、プロヴァンス王国が成立した。プロヴァンス王位はシャルルの死後、イタリア王や西フランク王のものとなったが、プロヴァンス王ルイ3世（盲目王）のころより、プロヴァンスは在地の貴族により統治されるようになった。まず、ルイ3世の姉妹の夫にあたるアルル伯ユーグ・ダルルがルイ3世の盲目時代に摂政として統治した。その後、933年の条約により、ユーグはプロヴァンス領をブルグント王ルドルフ2世に譲り、プロヴァンスはブルグント王国に組み込まれた。さらに1032年、ブルグント王国が神聖ローマ皇帝コンラート2世に相続され、プロヴァンスは神聖ローマ帝国に統合された。

### プロヴァンス伯の成立と分裂
968年、アルル伯ボソ2世（6世）（ルボー1世の子）の子であるルボー2世とギヨーム1世の兄弟は父の領地を分割せずに相続し、プロヴァンス伯と初めて名乗った。以降、この兄弟の子孫がそれぞれ伯爵位を継承し、プロヴァンス辺境伯位はルボー2世の系統が保持した。11世紀には、プロヴァンスを巡って、ギヨーム1世の男系子孫である本来のプロヴァンス伯家と、兄ルボー2世の孫娘エマが嫁したトゥールーズ伯家との間で抗争が繰り広げられた。この抗争を調停するため、1125年プロヴァンス領はデュランス川で分割され、川の南側はギヨーム1世系を継いだバルセロナ伯家が領し、北側はトゥールーズ伯家が領することとなった。
兄ルボー2世の系統は婚姻を通してトゥールーズ伯家に相続されたが、最後の女伯ジャンヌはフランス王ルイ8世の王子アルフォンス・ド・ポワティエと結婚した。これにより、1229年のモー条約（パリ条約）で、トゥールーズ伯領、ナルボンヌ公領、およびプロヴァンス辺境伯領はフランス王家のものとなった。
一方、弟ギヨーム1世の系統は女系を通して、バルセロナ家、アンジュー＝シチリア家、ヴァロワ＝アンジュー家と相続されたが、1481年に嗣子のなかったシャルル3世が同伯領をフランス王ルイ11世に遺し、息子のシャルル8世が1484年にフランス王領に組み込んだ。これよりプロヴァンス伯位はフランス王家の世襲爵位の一つとなった。これ以降では唯一、後のルイ18世が王位に就く1795年までプロヴァンス伯と名乗っている。

## プロヴァンス領主一覧

### プロヴァンス公
- ユーグ・ダルル　プロヴァンス公（摂政）（911年 - 933年）、アルル伯（911年 - 923年）、イタリア王（924年 - 947年）

### プロヴァンス辺境伯（ルボー2世系）
プロヴァンス伯家
- ルボー1世（968年 - 1008年）　アルル伯ボソ2世の子
- ルボー2世（1008年 - 1014年）　ルボー1世の子
- ギヨーム3世（5世）（1014年 - 1037年）　ルボー2世の子
- エマ（1037年 - 1062/3年）　ルボー2世の娘。トゥールーズ伯ギヨーム3世と結婚。

トゥールーズ伯家
ルボー3世の娘エマとの結婚により、トゥールーズ伯ギヨーム3世はプロヴァンス領内の土地と城を相続した。エンマは1037年、兄の死によりプロヴァンス辺境伯位を相続した。エマの息子のポンスは母親に先立って死去したが、エマの孫ギヨーム4世がプロヴァンス伯家に対して辺境伯位を主張した。
- ベルトラン1世（1062/3年 - ?）　フォルカルキエ伯、エマの息子
- レーモン4世（? - 1105年）　トゥールーズ伯
- ベルトラン3世（1105年 - 1112年）　トゥールーズ伯
- アルフォンス1世（1119年 - 1148年）　トゥールーズ伯
- レーモン5世（1148年 - 1194年）　トゥールーズ伯
- レーモン6世（1194年 - 1222年）　トゥールーズ伯
- レーモン7世（1222年 - 1249年）　トゥールーズ伯
- ジャンヌ（1249年 - 1271年）　トゥールーズ女伯、アルフォンス・ド・ポワティエと結婚

### プロヴァンス伯（ギヨーム1世系）
プロヴァンス伯家
- ギヨーム1世（968年 - 993年）　アルル伯ボソ2世の子
- ギヨーム2世（994年 - 1018年）　ギヨーム1世の子
- ギヨーム4世（1018/9年 - 1030年）　ギヨーム2世の子
- フルク・ベルトラン（1018/9年 - 1051年）　ギヨーム2世の子
- ジョフロワ1世（1019/32年 - 1063年）　ギヨーム2世の子
- ギヨーム・ベルトラン（1051年 - 1094年）　フルク・ベルトランの子
- ジョフロワ2世（1051年 - 1067年）　フルク・ベルトランの子
- ベルトラン2世（1063年 - 1093年）　ジョフロワ1世の子
- ジェルベルジュ（1093年 - 1112年）　ジョフロワ1世の娘、ジェヴォーダン子爵ジルベール1世と結婚。
- ドゥース1世（1112年 - 1127年）　ジェルベルジュの娘

ドゥース1世は母ジェルベルジュからプロヴァンス伯位を相続し、1112年に結婚したバルセロナ伯ラモン・バランゲー3世がプロヴァンス伯レーモン・ベランジェ1世となった。
バルセロナ家
- レーモン・ベランジェ1世（1112年 - 1131年）　バルセロナ伯 ラモン・バランゲー3世
- ベランジェ・レーモン1世（1131年 - 1144年）
- レーモン・ベランジェ2世（1144年 - 1166年）
  - ラモン・バランゲー4世（1144年 - 1157年）　摂政、バルセロナ伯
- ドゥース2世（1166年 - 1167年）　レーモン・ベランジェ2世の娘
- アルフォンス1世（レーモン・ベランジェ）（1167年 - 1173年）　アラゴン王アルフォンソ2世
- レーモン・ベランジェ3世（1173年 - 1181年）
- サンチョ（1181年 - 1185年）
- アルフォンス2世（1185年 - 1209年）
- レーモン・ベランジェ4世（1209年 - 1245年）　フォルカルキエ伯領を併合
- ベアトリス（1245年- 1267年）

1246年にベアトリスはシチリア王カルロ1世（シャルル1世）と結婚、伯位はアンジュー＝シチリア王家に継承された。
アンジュー＝シチリア家
- シャルル1世（1246年 - 1285年）　シチリア王、ナポリ王。ベアトリス・ド・プロヴァンスと結婚。
- シャルル2世（1285年 - 1309年）　ナポリ王
- ロベール（1309年 - 1343年）　ナポリ王
- ジャンヌ1世（1343年 - 1382年）　ナポリ女王

ヴァロワ＝アンジュー家
- ルイ1世 （1382年 - 1384年）　アンジュー公（1356年 - 1384年）　ジャンヌ1世の養子
- ルイ2世 （1384年 - 1417年）　ナポリ王（1384年 - 1386年）
- ルイ3世 （1417年 - 1434年）　ナポリ王（1414年 - 1434年）
- ルネ1世 （1434年 - 1480年）　ナポリ王（1435年 - 1442年）
- シャルル3世 （1480年 - 1481年）　メーヌ伯、ギーズ伯